# 8807 Шенк
(8807) 1981 UD23 (1981 UD23, 1981 WU2, 1995 QV) — астероїд головного поясу, відкритий 24 жовтня 1981 року.
Тіссеранів параметр щодо Юпітера — 3,546.